# 무함마드 이븐 자카리야 알라지

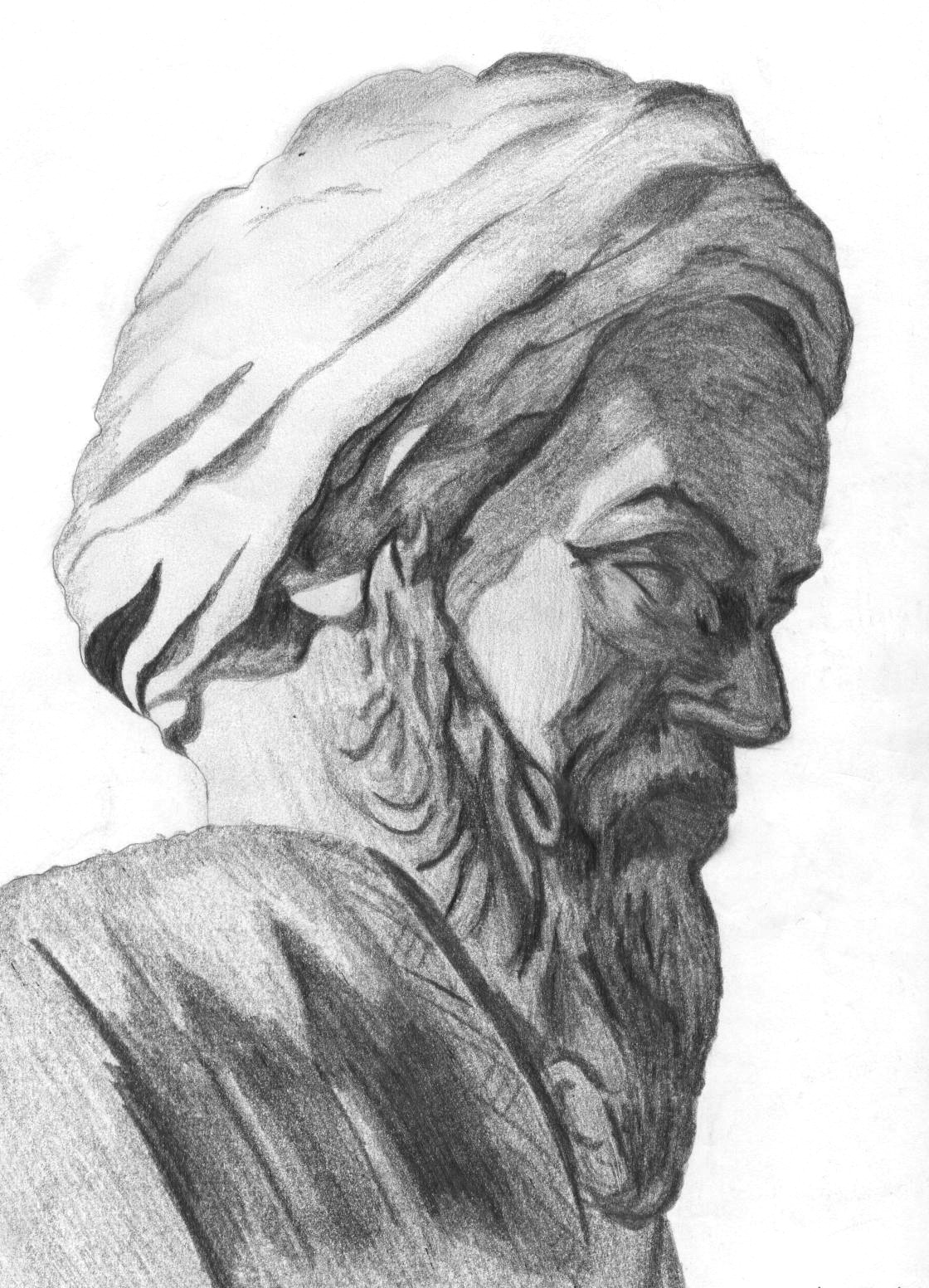

무함마드 이븐 자카리야 알라지(Muhammad ibn Zakariyā Rāzī, 865년 8월 26일 ~ 925년)는 페르시아의 박식가이자 이슬람의 황금 시대의 저명 인사, 철학자이다. 라제스(Rhazes), 라지스(Rasis)로도 알려져 있다.